# Федерал Веј (Вашингтон)
Федерал Веј (енгл. Federal Way) град је у америчкој савезној држави Вашингтон. По попису становништва из 2010. у њему је живело 89.306 становника.

## Демографија
Према попису становништва из 2010. у граду је живело 89.306 становника, што је 6.047 (7,3%) становника више него 2000. године.
| Група             | 2000.          | 2010.          |
| Белци             | 55.050 (66,1%) | 46.102 (51,6%) |
| Афроамериканци    | 6.609 (7,9%)   | 8.703 (9,7%)   |
| Азијати           | 10.232 (12,3%) | 12.642 (14,2%) |
| Хиспаноамериканци | 6.266 (7,5%)   | 14.476 (16,2%) |
| Укупно            | 83.259         | 89.306         |